# Benedyktynki sakramentki
Mniszki Benedyktynki od Nieustającej Adoracji Najświętszego Sakramentu (Benedyktynki Sakramentki, Sakramentki) (łac. Moniales Ordinis S. Benedicti Adorationis Perpetuae Sanctissimi Sacramenti) – żeńskie katolickie klauzurowe zgromadzenie zakonne założone w 1653 przez Mechtyldę od Najświętszego Sakramentu (Katarzynę de Bar) w Paryżu.

## Historia zgromadzenia
Zgromadzenie powstało we Francji. Jego założycielka Katarzyna de Bar była przełożoną klasztoru anuncjatek, w którym to zakonie nosiła imię Katarzyna od św. Jana Ewangelisty. Z powodu wojen zakonnice musiały opuścić swój klasztor, a trwająca około dwóch i pół roku tułaczka oraz choroby doprowadziły do tego, że Katarzyna de Bar została tylko z 5 zakonnicami. Ostatecznie w maju 1638 roku siostry znalazły schronienie u benedyktynek w Rambervillers. Po pewnym czasie przełożona benedyktynek zaproponowała, by siostry przyłączyły się do ich zgromadzenia, co też uczyniły. U benedyktynek Katarzyna de Bar przyjęła imię Mechtylda. Od dawna żywiła ona szczególną cześć dla Eucharystii. W 1653 roku z pomocą królowej Anny Austriaczki w Paryżu powstał pierwszy klasztor nowego zgromadzenia. Po zatwierdzeniu konstytucji siostry zaczęły składać dodatkowy ślub podtrzymywania kultu i nieustającej adoracji Najświętszego Sakramentu.
Do Polski mniszki zostały sprowadzone przez królową Marię Kazimierę jako realizacja ślubu związanego z odsieczą wiedeńską w 1683 roku. Zakonnice wyruszyły z Francji 22 sierpnia 1687 roku, do Warszawy przybyły po dwóch miesiącach podróży. Ponieważ klasztor dla nich nie został jeszcze wybudowany, zamieszkały tymczasowo na Zamku Królewskim, gdzie nieustającą adorację rozpoczęły 1 stycznia 1688 roku. Do nowego klasztoru przeniosły się 27 czerwca 1688 roku. Klasztor warszawski jest jedyną fundacją z czasów założycielki, która istnieje nieprzerwanie na tym samym miejscu.

## Charyzmat
Mniszki żyją według reguły św. Benedykta. Zakon ma charakter kontemplacyjny, a centrum życia stanowi kult Eucharystii. W zależności od klasztoru siostry wypiekają hostie, produkują różance, świece, piszą ikony, przygotowują produkty spożywcze.
Siostry żyją w ścisłej klauzurze, tym niemniej mogą przyjąć do swojego grona kilka osób pragnących życia zakonnego z adoracją Najświętszego Sakramentu bez obowiązku zachowania ścisłej klauzury.

## Strój zakonny
Strój zakonny w Polsce, Włoszech i części klasztorów we Francji składa się z czarnego habitu przepasanego skórzanym paskiem, czarnego szkaplerza, białego czepka okalającego twarz oraz czarnego welonu. Na piersi znajduje się (z wyjątkiem klasztorów w Niemczech) symbol Najświętszego Sakramentu, który może wyglądać różnie w zależności od klasztoru. W innych państwach strój zakonny może wyglądać odmiennie.

## Zgromadzenie w Polsce i na świecie
Każdy klasztor benedyktynek sakramentek jest autonomiczny. Klasztory Zgromadzenia znajdują się we: Francji, Holandii, Luksemburgu, Meksyku, Polsce, Niemczech, Ugandzie, Włoszech oraz na Haiti. W Polsce klasztory benedyktynek sakramentek zlokalizowane są w: Siedlcach, Warszawie i Wrocławiu.